# Repülőtér

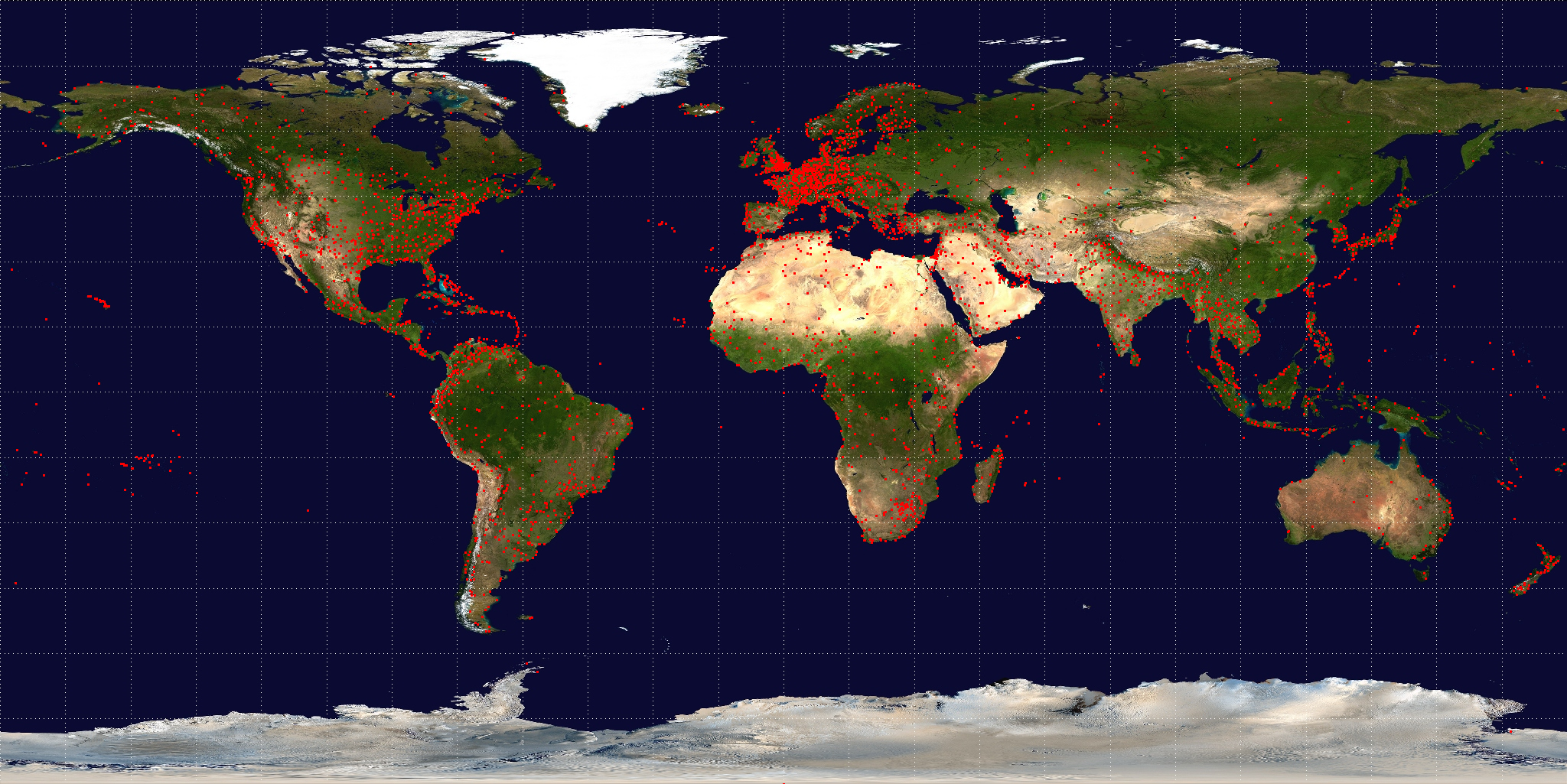
Térkép a repülőterek eloszlásáról a világon. 4381 repülőteret tartalmaz, mindegyik piros ponttal jelölve. Az alaptérkép a NASA Blue Marble (PD), a repülőtéri adatok az OpenFlights (Open Database License) forrásából származnak

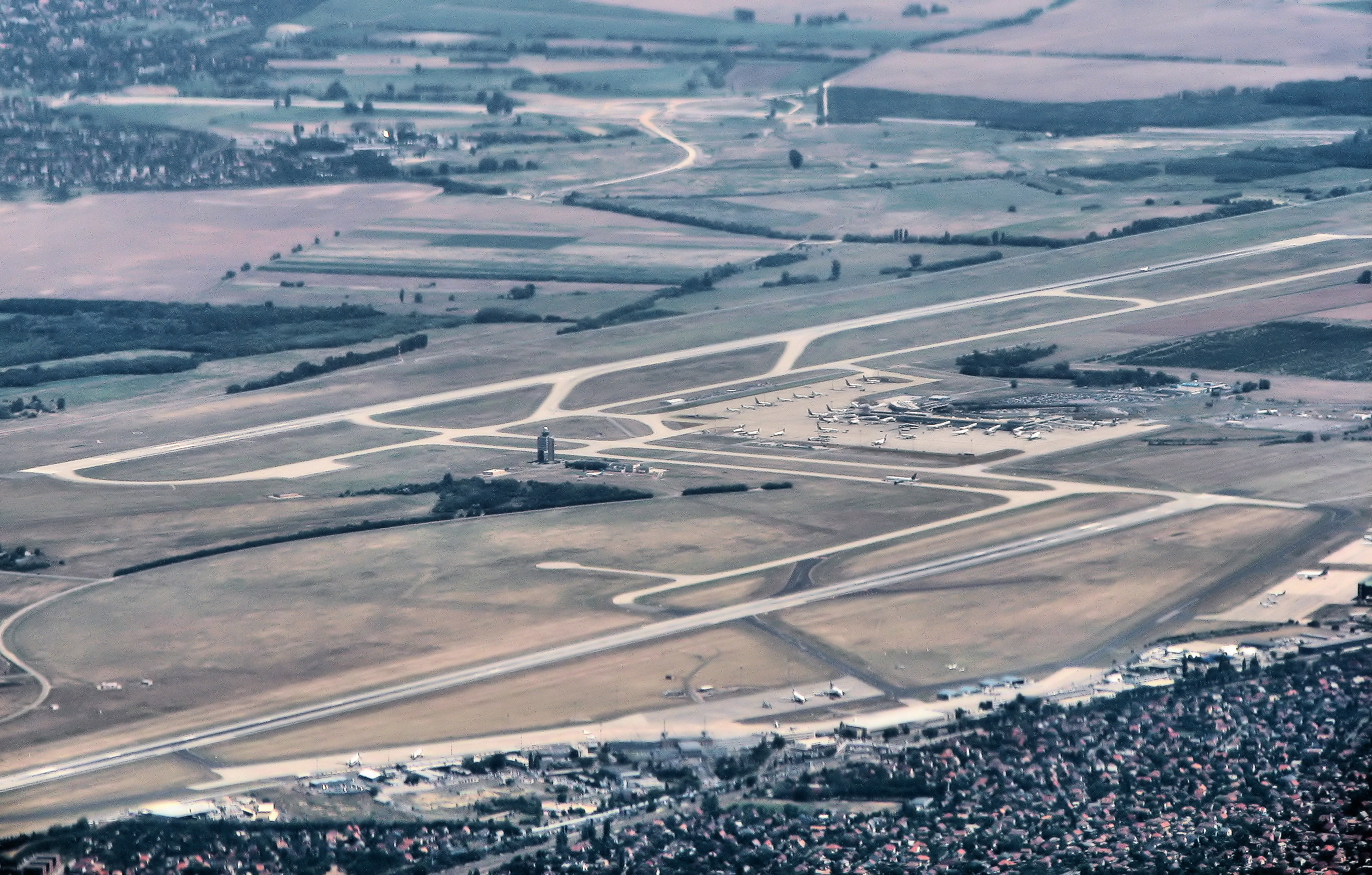
A Liszt Ferenc Repülőtér

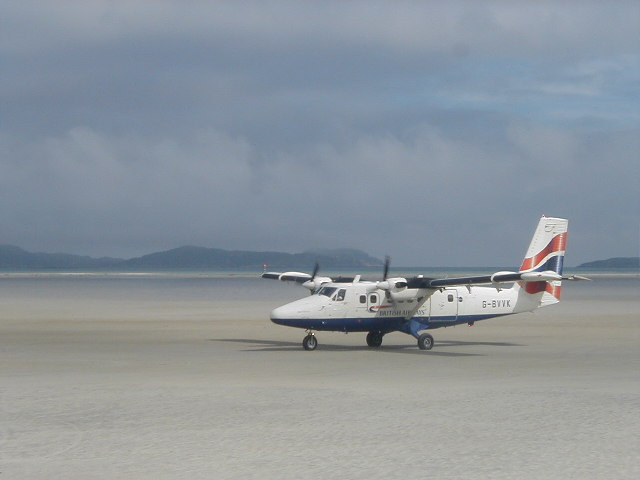
A Barra Airport, Külső-Hebridák, Skócia, a világ talán egyetlen olyan repülőtere, amely vízpartot használ futópályaként

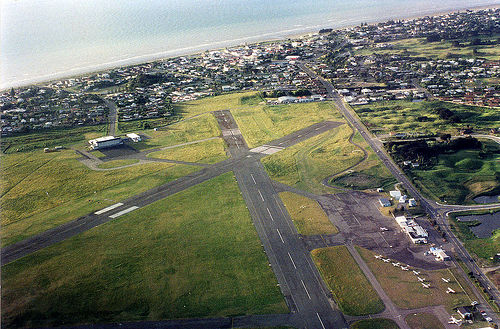
Paraparaumu Airport, egy közepes méretű, keresztpályás repülőtér

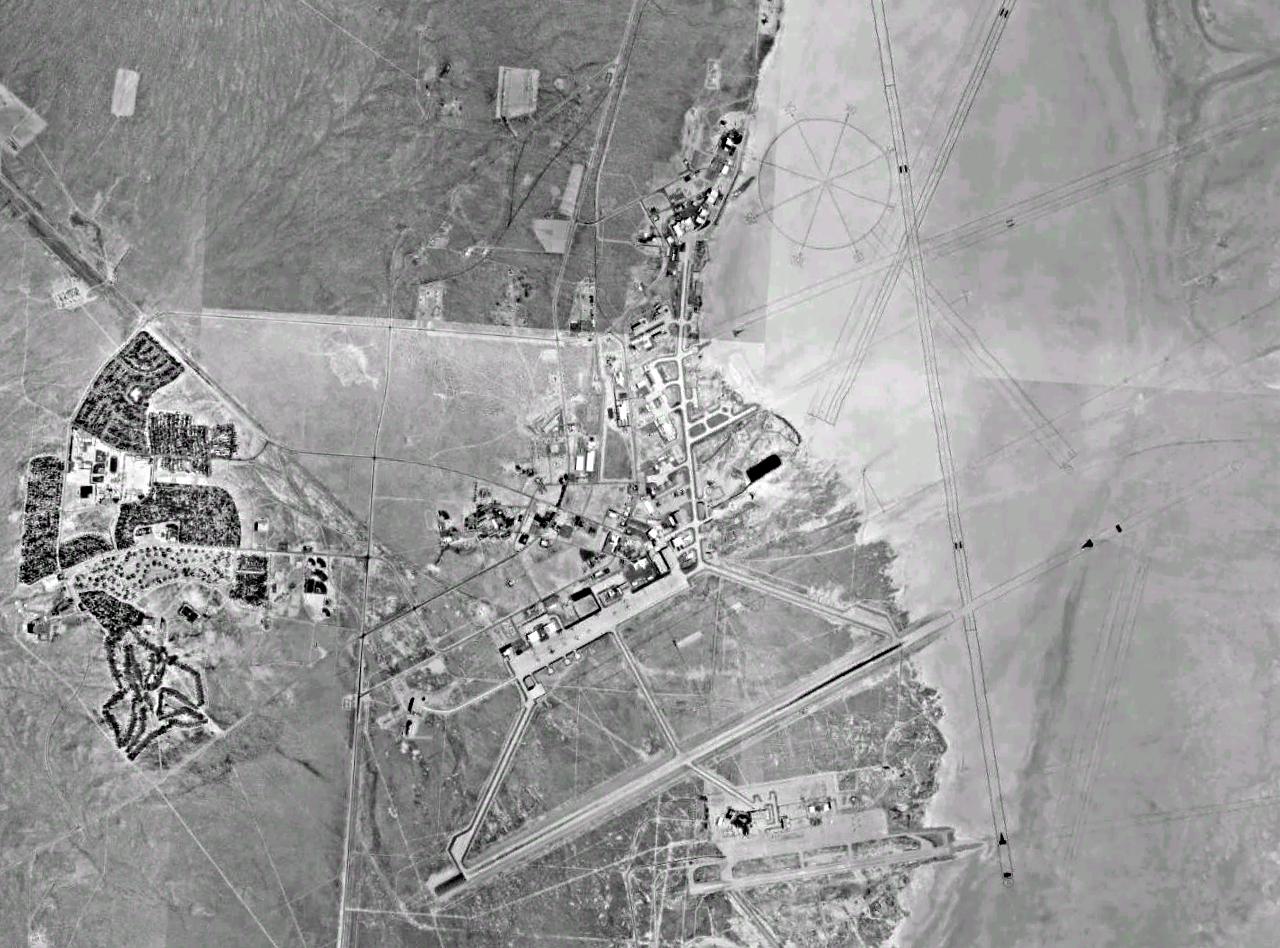
Az Edwards Légierő-bázis légifotója. A kép jobb oldalán megfigyelhető a Rogers-tó medrében felfestett iránytű (felül), illetve több, egymást keresztező futópálya

A repülőtér (reptér, légikikötő) olyan sík terület, amely biztosítani tudja a repülőgépek biztonságos üzemeltetéséhez szükséges legalapvetőbb szolgáltatásokat. Legfontosabb eleme a futópálya, amely biztosítja a repülőgépek le- és felszállásához szükséges akadálymentes nekifutási utat. Területén rendszerint találhatóak még egyéb építmények is, mint a raktározási, karbantartási célra épített hangárok, az ezeket a futópályával összekötő gurulóutak, a légiközlekedés biztonságát szolgáló irányítótorony és az utasforgalom zavartalanságát biztosító utasforgalmi épületek, valamint egyéb, mérő és irányító eszközök, műtárgyak (rádiólokátorok, jelzőfények, meteorológiai eszközök stb.).
Kisebb repülőtereken gyakran egyik sincs jelen, csak a döngölt futópálya, irányítótorony helyett pedig a pilóta leszállás előtt kapcsolja be a repülőtér rendszereit. Ez főként kis forgalmú, időszakos repterekre jellemző. A legnagyobb, állandó és folyamatos üzemű repülőtereken (angolul fixed base of operation, FBO) azonban igen sok, a repülés biztonságát szavatoló berendezés és építmény van (vízirepülőgépek esetében például dokkok, stégek). A katonai repülőterek ismertek még légibázisként, illetve légitámaszpontként is.
A nemzetközi repülőtér olyan repülőtér, amely vámkezelést és útlevél-ellenőrzést biztosít az egyes országok közt utazók számára.